# 토탈 풋볼

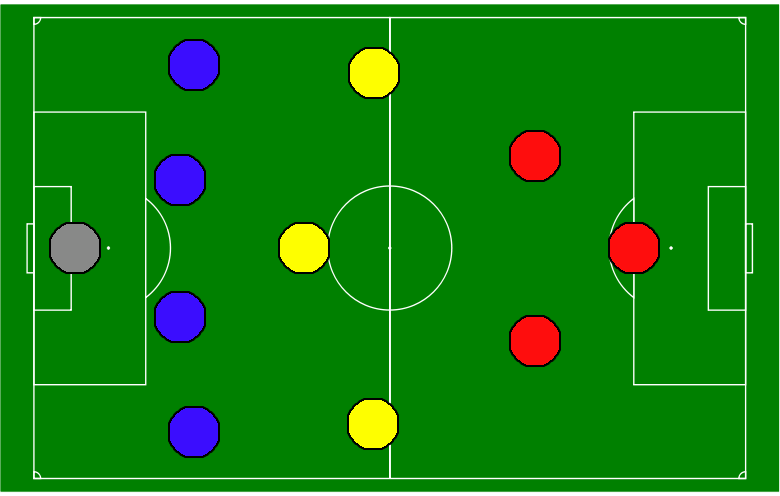

토탈 풋볼(네덜란드어: totaalvoetbal →전체 축구)은 네덜란드의 리뉘스 미헐스 감독이 완성시킨 축구 전술로, 한국에서는 토탈 축구(Total Soccer)로 더 널리 불리고 있다.
그는 자신의 스승이 고안해낸 이론에 그 당시 브라질의 지역방어와 헝가리의 포지션 체인지 등을 도입시키면서 볼을 빼앗긴 후에도 압박을 통해 팀 전체가 최대한 뒤로 물러서지 않고 최후방 라인을 높은 지점에 형성한 뒤, 최전방 공격수부터 상대를 적극적으로 압박하면 그만큼 상대 골문과 가까운 위치에서부터 공격을 시작할 수 있다는 것에서 이 전술을 창안하였다.
이를 통해 보통 수비 상황에서는 잉여전력으로 간주되기 쉬운 공격수들에게 전방에서부터 상대를 압박하도록 만들고, 또 공격시에는 포지션 체인지를 통해 수비수들도 적극적으로 공격에 가담시켜 토탈 풋볼이라는 말 그대로 전원공격 + 전원수비의 형태를 취하는 축구 전술로 발전시켜 나갔다.

## 같이 보기
- 안티 풋볼